# Епархия Маскулы
Епархия Маскулы (лат. Dioecesis Masculitana) — титулярная епархия Римско-Католической церкви.

## История
Античный город Маскула находился в римской провинции Нумидия и идентифицируется сегодня с археологическими раскопками «Khenchela», находящимися на территории современного Алжира.
С III по VI век город Маскула был центром епархии одноимённой епархии. Агиографическое сочинение «Martirologio Romano» упоминает группу маскульских святых, принявших мученическую смерть от рук вандальского короля Гейзериха. Об этих мучениках также упоминает писатель Виктор Витенский. Память этих святых отмечается в Католической церкви 29 марта.
С 1969 года епархия Маскулы является титулярной епархией Римско-Католической церкви.

## Епископы
- упоминается в 255 году — епископ Кларий ;
- упоминается в 305 году — епископ Донат ;
- упоминается в 411 году — епископ Малх ;
- упоминается в 411 году — епископ Виталий  — последователь донатизма;
- упоминается в 484 году — епископ Януарий ;
- упоминается в 525 году — епископ Геннарий ;

## Титулярные епископы
- 13.08.1969 — 22.12.1970 — епископ Клод-Филипп Байе M.E.P.[2] ;
- 5.06.1971 — 13.04.1973 — епископ Энтони Олубунми Окоги  — назначен архиепископом Лагоса;
- 17.05.1973 — 10.04.1976 — епископ Francis Anani Kofi Lodonu  — назначен епископом Кета-Хо;
- 13.06.1988 — 25.03.1992 — епископ Jan Bernard Szlaga  — назначен епископом Пельплина;
- 3.03.1995 — 5.11.1998 — епископ Vincent Michael Concessao  — назначен архиепископом Агры;
- с 18.07.2007 — епископ Gaetano Galbusera Fumagalli S.D.B. .

## Источник
- Annuario Pontificio, Libreria Editrice Vaticana, Città del Vaticano, 2003, стр. 849, ISBN 88-209-7422-3
- Pius Bonifacius Gams, Series episcoporum Ecclesiae Catholicae, Leipzig 1931, стр. 466—467  (лат.)
- Stefano Antonio Morcelli, Africa christiana, Volume I, Brescia 1816, стр. 214—216  (лат.)